# 皮韦尔
皮韦尔（法語：Puyvert，法語發音：[pɥivɛʁ]）是法国普罗旺斯-阿尔卑斯-蓝色海岸大区沃克吕兹省的一个市镇，属于阿普特区。

## 地理
皮韦尔（43°45'33"N, 5°20'35"E）面积9.78 平方千米，位于法国普罗旺斯-阿尔卑斯-蓝色海岸大区沃克吕兹省，该省份为法国东南部内陆省份，北起德龙省，西北接阿尔代什省，西接加尔省，南至罗讷河口省，东南角与瓦尔省接壤，东临上普罗旺斯阿尔卑斯省。
与皮韦尔接壤的市镇（或旧市镇、城区）包括：拉罗克当泰龙、博尼约、卡德内、洛里斯、卢尔马兰。

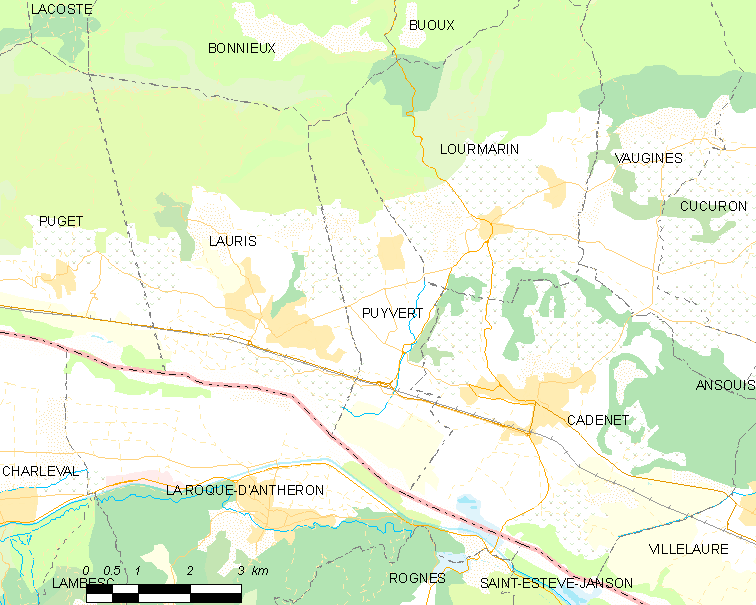
皮韦尔的OSM定位图

皮韦尔的时区为UTC+01:00、UTC+02:00（夏令时）。

## 行政
皮韦尔的邮政编码为84160，INSEE市镇编码为84095。

## 政治
皮韦尔所属的省级选区为舍瓦勒布朗县。

## 人口

1962-2008年间皮韦尔人口变化图示

皮韦尔于2022年1月1日时的人口数量为842人。